# Marc-Aurèle Fortin

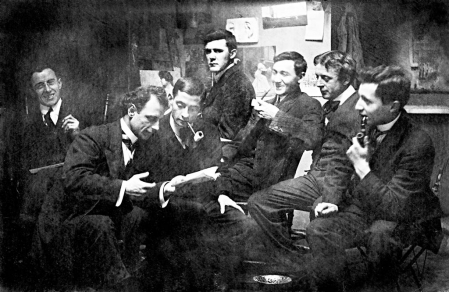
Marc-Aurèle Fortin (hinten, Mitte) umringt von seinen Schauspielerfreunden in L'Arche, Montreal, zwischen 1911 und 1914

Marc-Aurèle Fortin (* 14. März 1888 in Sainte-Rose, Québec, Kanada; † 2. März 1970 in Macamic, Québec) war ein kanadischer Maler, Aquarellist, Grafiker und Zeichner. Er ist bekannt für seine dekorativen und farbenfrohen Landschaften.

## Leben
Marc-Aurèle Fortin wurde in Sainte-Rose, Québec, geboren, das heute zu Laval, einem Teil der Metropolregion Montreal, gehört. Fortin studierte in Montreal bei Ludger Larose und Edmond Dyonnet sowie bei Edward J. Timmons am Art Institute of Chicago. Dort lernte er die Werke von Jean-François Millet, Claude Monet und Mary Cassat sowie der britischen Maler Frank Brangwyn und Alfred East kennen. Als er 1914 nach Montreal zurückkehrte, nahm Fortin Gelegenheitsarbeiten an und malte in seiner Freizeit. Nach einer kurzen Reise nach England und Frankreich im Jahr 1920 begann er, ernsthaft als Maler zu arbeiten und seine Werke auszustellen, darunter Szenen von der Île de Montréal, die zu dieser Zeit weitgehend ländlich geprägt war, und von seinem Geburtsort Sainte-Rose im Norden der Insel. In den Sommermonaten reiste er nach Québec, auf die Île d’Orléans und nach Charlevoix, wo er Häuser und ländliche Szenen zeichnete und malte. Zwischen 1923 und 1926 malte er viele seiner berühmten Baumszenen.
Fortin kehrte zwischen 1934 und 1935 für ein Jahr nach Frankreich zurück und bereiste das Land, um zu zeichnen und zu malen. Nach seiner Rückkehr nach Kanada ließ er sich in Sainte-Rose nieder und begann mit dem Auftragen reiner Farben auf schwarzem Grund zu experimentieren. Später wandte er ein ähnliches Verfahren auf grauem Grund an. Ab Ende der 1930er Jahre unternahm Fortin Malreisen in die Region Gaspé, wo er Alexandre Bercovitch kennenlernte. In dieser Zeit experimentierte er mit Aquarellfarben, die er mit schwarzem Bleistift oder Pastell akzentuierte, in den 1950er Jahren malte er mit Kaseinfarben.
Ab 1955 verschlechterte sich Fortins Gesundheitszustand und seine Lebensumstände wurden immer schwieriger. Aufgrund von Diabetes verlor er beide Beine und hörte sieben Jahre lang auf zu malen, bis er schließlich im Rollstuhl seine Arbeit wieder aufnahm. 1967 zog er in ein Sanatorium in Macamic in der Region Abitibi in Quebec. Als er im Alter von 82 Jahren starb, hatte er schätzungsweise 8.000 bis 10.000 Werke geschaffen.

## Werk
Marc-Aurèle Fortin schuf über einen Zeitraum von mehr als 50 Jahren eine beachtliche Anzahl von Werken, darunter Ölgemälde, Aquarelle, Radierungen und Pastelle. Seine Werke sind leicht an seinen bevorzugten Motiven zu erkennen: üppige Ulmen, rustikale Häuser, Heuwagen und der Hafen von Montreal. Menschen kommen in seinen Werken selten vor. Er war erfinderisch und experimentierte mit verschiedenen Techniken der Aquarell- und Ölmalerei.

## Ausstellungen
Marc-Aurèle Fortin nahm an zahlreichen internationalen Ausstellungen teil und hatte Einzelausstellungen im Musée du Québec (1944), im niederländischen Almelo (1948), im Montreal Museum of Fine Arts (1954) und in der National Gallery of Canada (1963). 1938 erhielt er den Jessie Dow Award der Art Association of Montreal, 1939 die Bronzemedaille der Weltausstellung in New York und war assoziiertes Mitglied der Royal Canadian Academy.